# Lepidochrysops grandis
Lepidochrysops grandis är en fjärilsart som beskrevs av Talbot 1937. Lepidochrysops grandis ingår i släktet Lepidochrysops och familjen juvelvingar. Inga underarter finns listade i Catalogue of Life.